# Harpagocythere tertius
Harpagocythere tertius är en kräftdjursart som beskrevs av Hobbs och Walton 1968. Harpagocythere tertius ingår i släktet Harpagocythere och familjen Entocytheridae. Inga underarter finns listade i Catalogue of Life.